# سرعة الطور

تشتت التردد في مجموعات من موجات الجاذبية على سطح المياه العميقة. النقطة الحمراء تتحرك مع سرعة الطور، والنقاط الخضراء نشر مع سرعة المجموعة.في حالة المياه العميقة هذه، سرعة الطور هي ضعف سرعة المجموعة. النقطة الحمراء تجتاز اثنين من النقاط الخضراء عند الانتقال من اليسار إلى اليمين من هذا الصورة. الموجات الجديدة تظهر في الجزء الخلفي من مجموعة الموجة، وتنمو في السعة حتى تصل وسط المجموعة، وتتلاشى في جبهة مجموعة الموجة. في موجات الجاذبية السطحية، سرعات جسيمات المياه هي أصغر بكثير من سرعة الطور، في معظم الحالات.

هذه الصورة تدل على موجة مع سرعة المجموعة وسرعة طور تسيران في اتجاهات مختلفة.سرعة المجموعة هي إيجابية، في حين أن سرعة الطور هي سلبية.

سرعة الطور هي وتيرة تقدم طور الموجة في وسط ما.
الموجة هي دالة متعلقة بالزمن التي تحقق: {\displaystyle \ {\frac {\partial ^{2}}{\partial t^{2}}}\psi (t,{\vec {r}})=v_{p}^{2}\ \nabla ^{2}\psi (t,{\vec {r}})}.
من هنا ينبع ان الموجة هي دالة في المستوى متغيرة الزمن تحافظ على شكلها، وقيمها تتقدم بسرعة ثابتة المساوية ل- {\displaystyle \,v_{p}}، هذه سرعة الطور - سرعة تقدم الموجة.
مثال على حل لمعادلة الأمواج، الموجة المعروفة: {\displaystyle y=A\sin(\omega t-kx)\,}.
هي دالة بمستوى واحد، بحيث ان قيم الموجة تتحرك بسرعة ثابتة باتجاه محور X. هذه السرعة مساوية لطول الموجة على زمن الدورة: 
{\displaystyle v_{\mathrm {p} }={\frac {\lambda }{T}}} .
كما يمكن بشكل مكافئ التعريف رياضياً بمقادير التردد الزاوي ω ورقم الموجة k كالتالي:
{\displaystyle v_{\mathrm {p} }={\frac {\omega }{k}}.}
من الجدير بالذكر، أن لموجة كهرومغناطيسية في الفراغ سرعة الطور هي سرعة الضوء c.